# ليونارد ترينت
ليونارد ترينت (بالإنجليزية: Leonard Henry Trent)‏ هو عسكري نيوزيلندي، ولد في 14 أبريل 1915 في مدينة نيلسون في نيوزيلندا، وتوفي في 19 مايو 1986 في تاكابونا ‏ في نيوزيلندا.